# Эпштейн, Генрик
Генрик (Анри) Эпштейн (пол. Henryk Epstein; фр. Henri Epstein; 14 января 1891 или 20 июня 1892[…], Лодзь, Петроковская губерния — июнь 1944, концлагерь Освенцим, Верхняя Силезия) — польский и французский художник еврейского происхождения.

## Биография
Родился в 1891 году в Лодзи в семье книготорговца. Его отец умер, когда Генрику было три года. Рано проявил интерес к живописи и поступил в частную Художественную школу с обучением на идише, располагавшуюся в Лодзи, которой руководил Якуб Каценбоген. В 1910 году переехал в Мюнхен и поступил там в Академию художеств. Из Мюнхена в 1912 году перебрался в Париж, где учился в Академии Гран-Шомьер.
Во время Первой мировой войны, по некоторым данным, участвовал в боевых действиях в составе польских национальных частей (неизвестной армии).
В 1910-е и 1920-е годы проживал в основном в Париже, был важным участником парижской художественной жизни того периода, входившим в круг общения Марка Шагала, Хаима Сутина, Амадео Модильяни, Мориса Утрилло и других. По некоторым данным, входил в редколлегию недолгое время издававшегося в Париже журнала «Machmadim» («Махмадим»), полностью посвящённого еврейскому искусству. Его коллегами по этому проекту были Пинхус Кремень, Иосиф (Моисеевич) Чайков (в дальнейшем работавший в СССР) и Леон Инденбаум.
Выставлял свои работы на Осеннем салоне (1921), Салоне Независимых (1921, 1922, 1923, 1925, 1928) и Салоне Тюильри (1927—1931). В 1929—1931 годах посещал Бретань, где работал на плэнере в Кибероне и Конкарно.
Эпштейн был женат на Сюзанне Дориньяк, одной из четырёх дочерей французского художника Жоржа Дориньяка (кроме сестёр, у Сюзанны было по меньшей мере трое братьев — скульпторов и художников). В середине 1930-х годах Генрик Эпштейн купил загородный дом (бывшую ферму) неподалёку от Эпернона, города, где проживал один из братьев его жены.
Во время Второй мировой войны скрывался от нацистов на своей ферме, но 23 февраля 1944 года был найден (возможно, по доносу) и арестован. Арест не затронул жену Эпштейна, которая была француженкой, а также их общую дочь. Нацисты отправили Эпштейна в пересыльный лагерь Дранси, откуда жена и дочь безуспешно пытались его вызволить. Из Дранси Анри Эпштейн 7 марта 1944 года был перевезён в концлагерь Освенцим, где погиб в неизвестный день.
Картины Эпштейна, на раннем этапе испытавшие влияние постимпрессионизма, в дальнейшем вобрали в себя веяния многих течений французского искусства, итогом чего стал оригинальный стилистический синтез, являющийся отличительной чертой его работ.

## Галерея

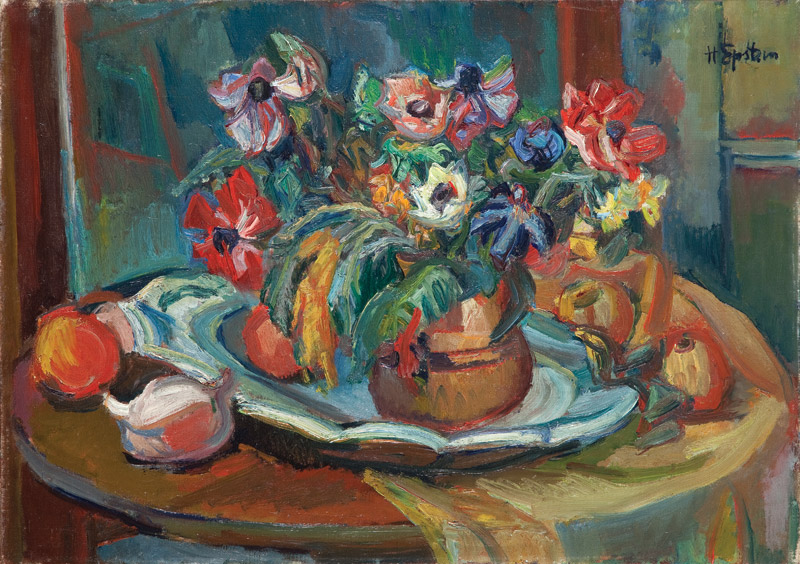
Натюрморт с цветами
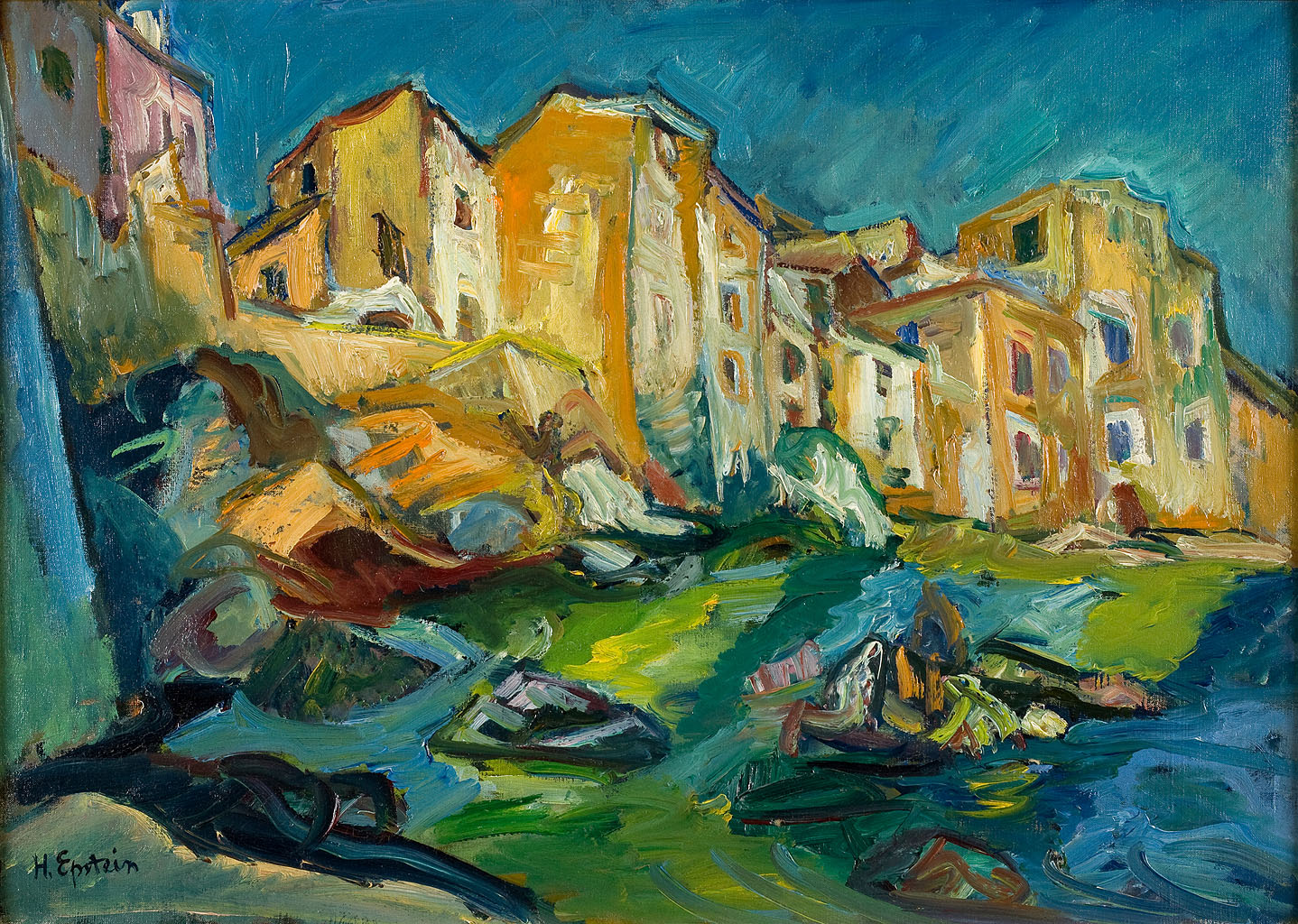
Пейзаж
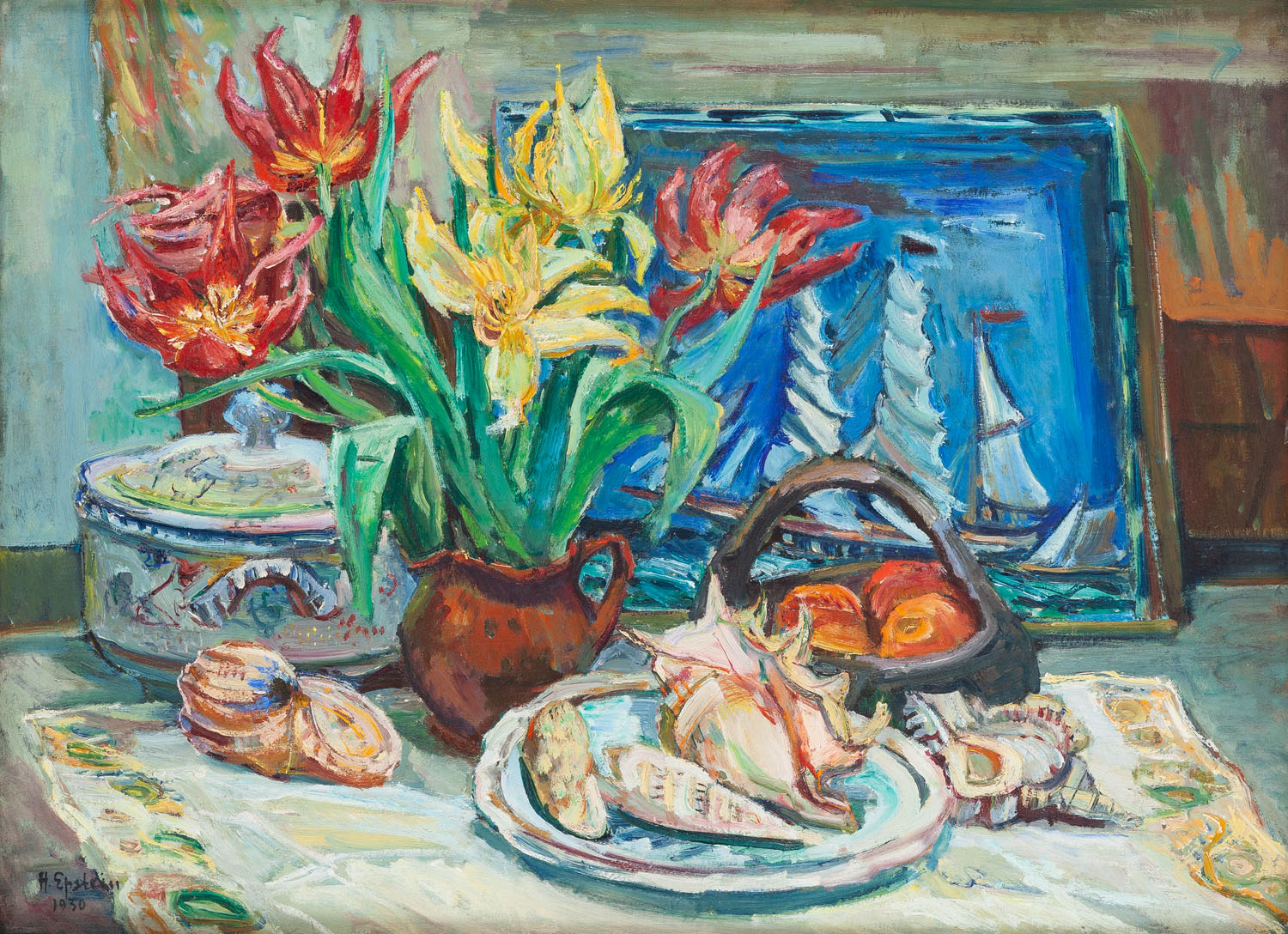
Натюрморт с морскими раковинами
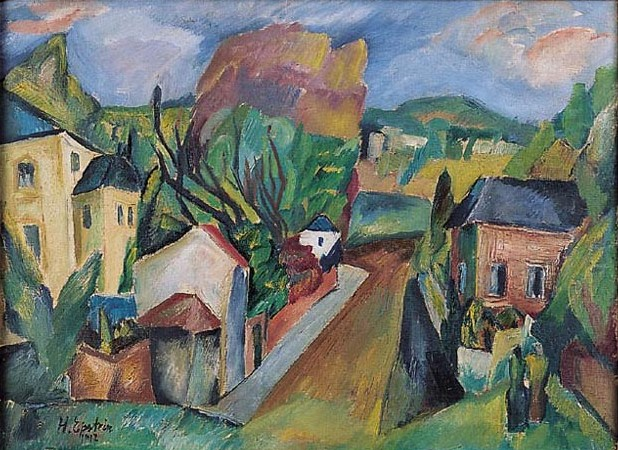
Пейзаж
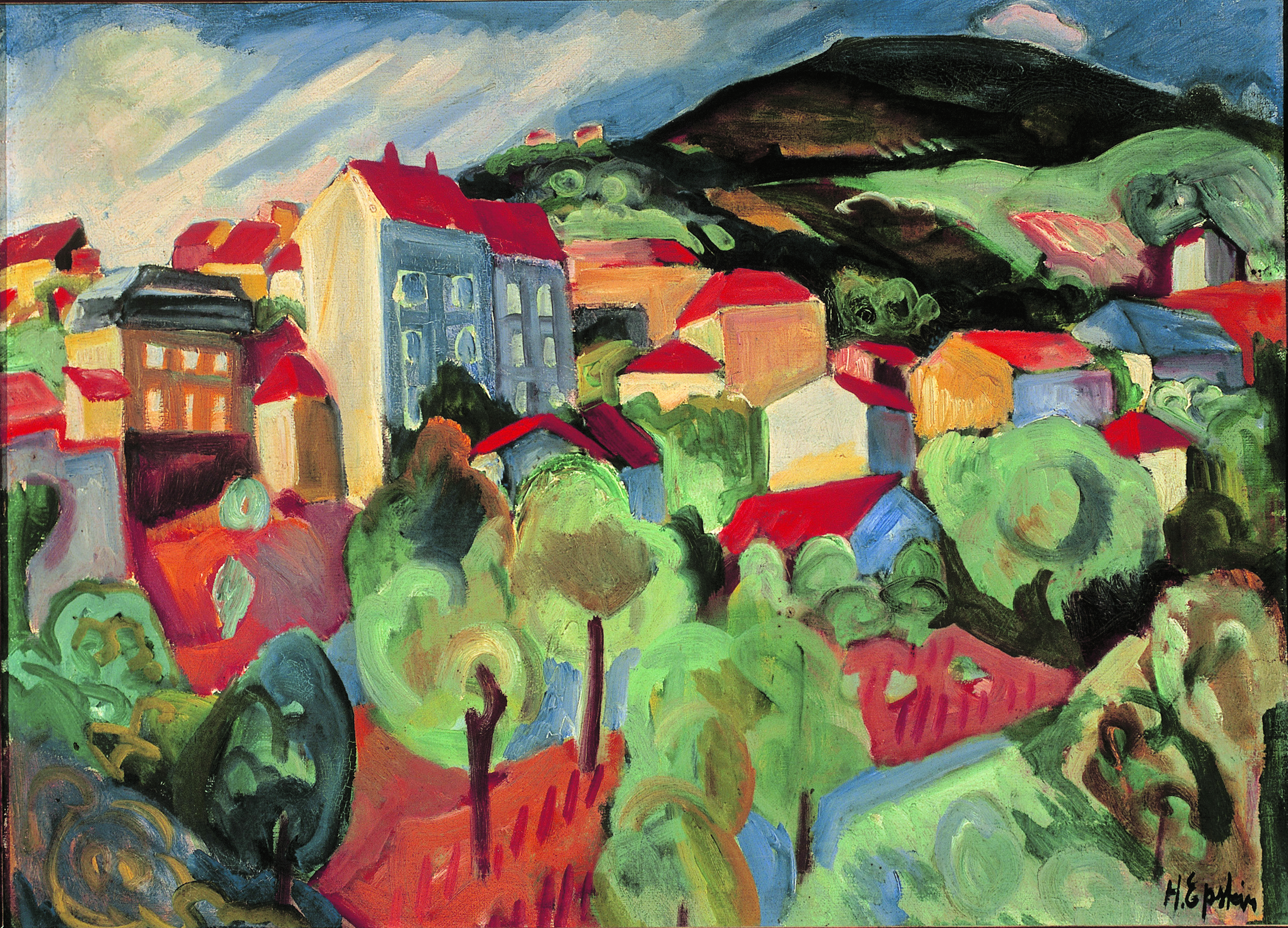
Городок на Корсике
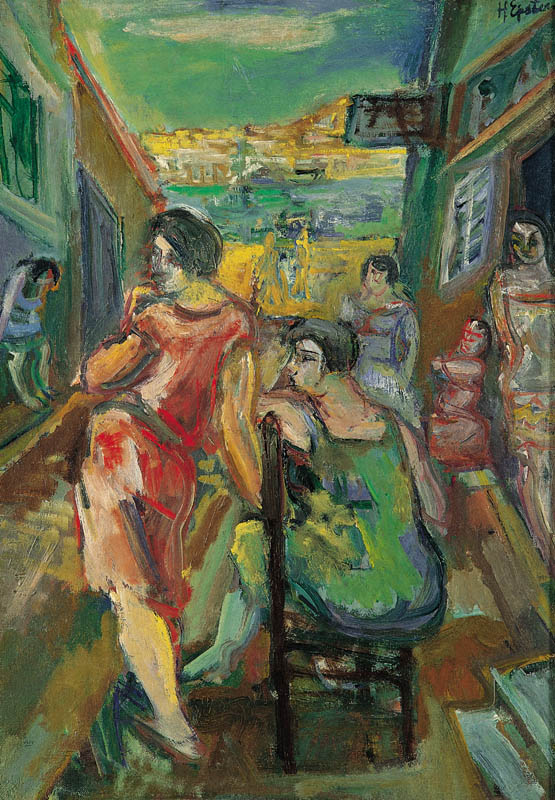
Марсельские проститутки
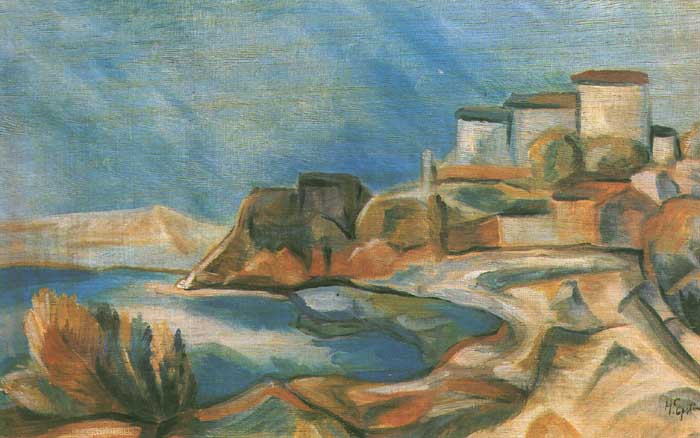
Прибрежный пейзаж
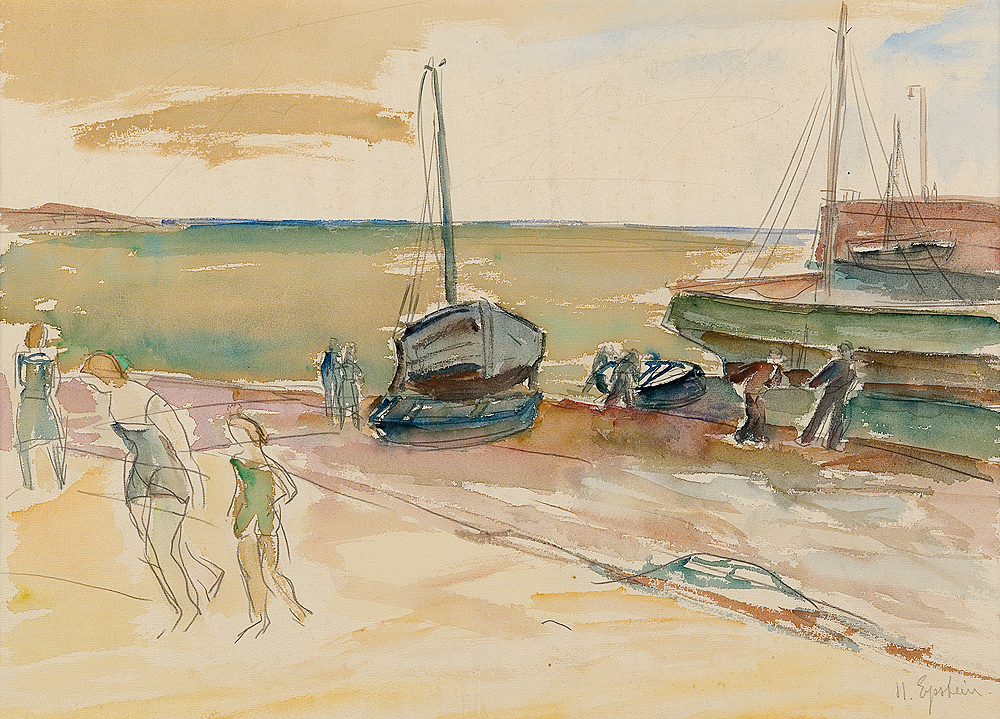
Рыбацкие лодки на пляже
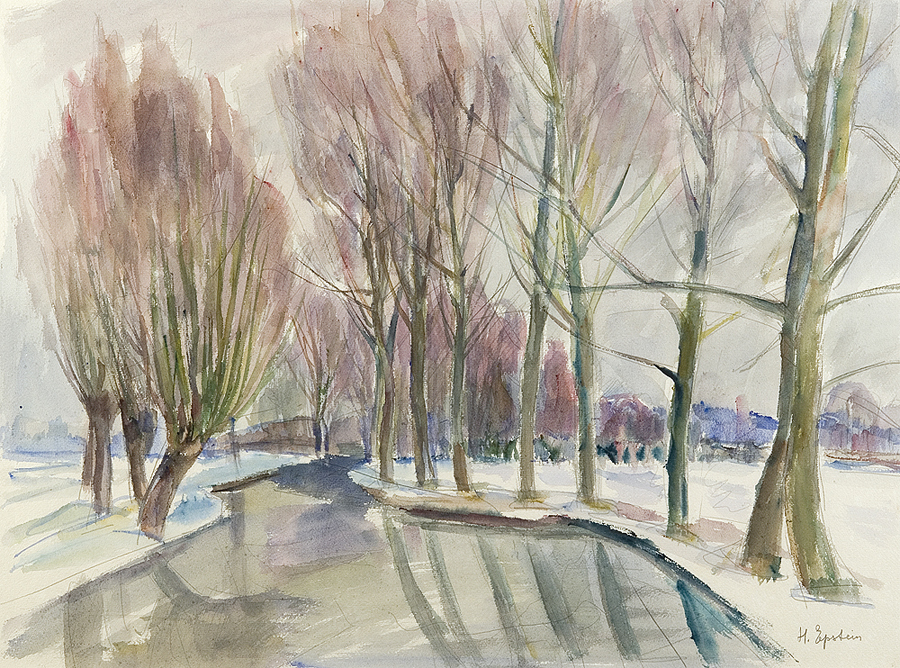
Зимний пейзаж